# 邁恩遠程巴士

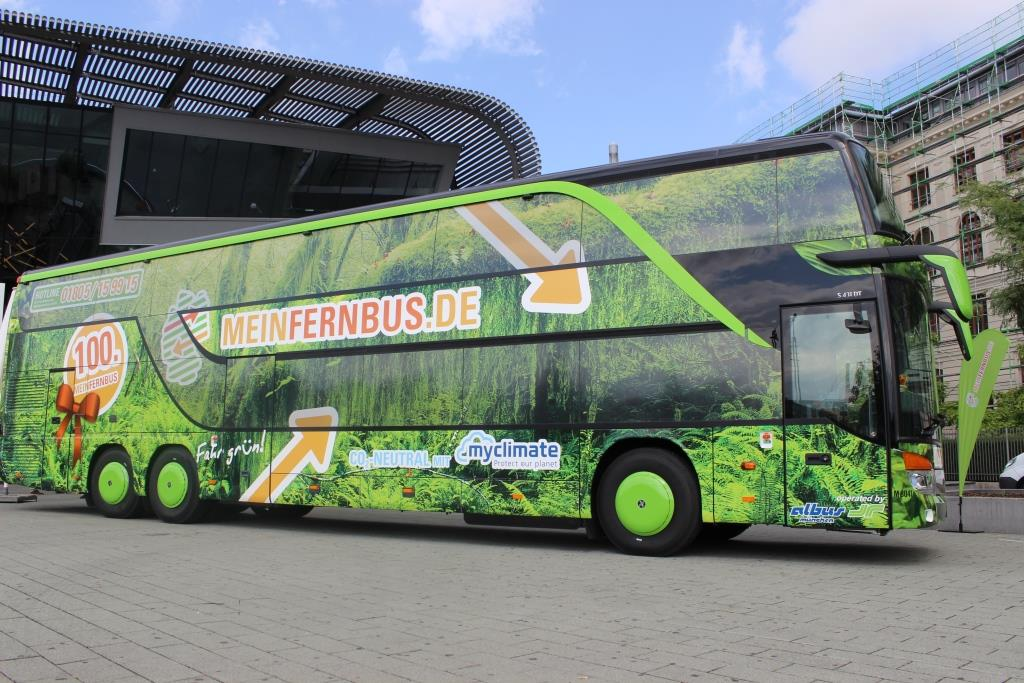
第100辆邁恩遠程巴士客车

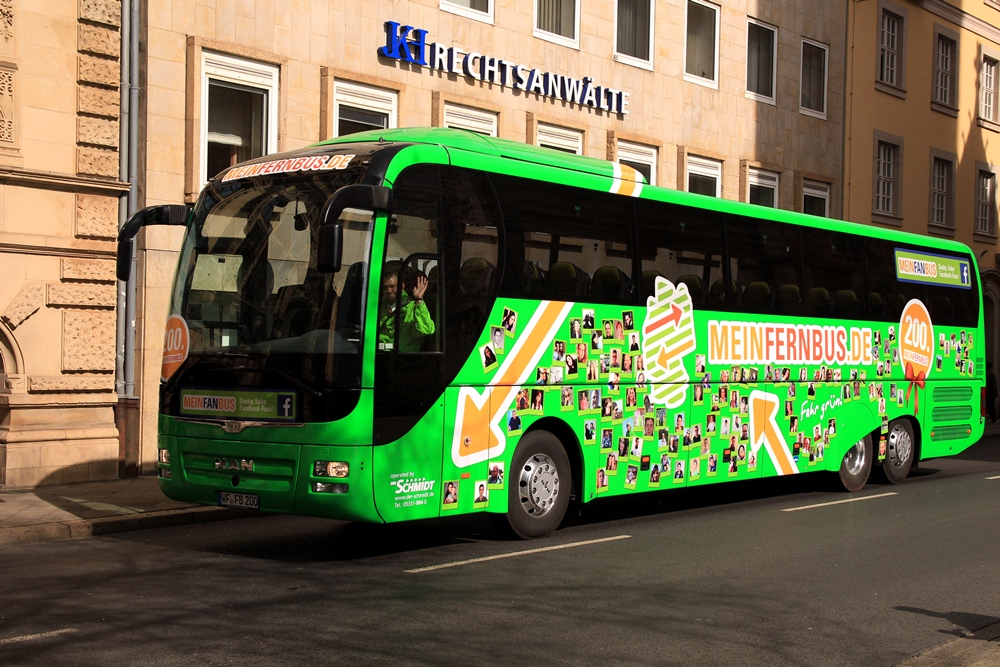
第200辆邁恩遠程巴士客车

2015年1月之前的邁恩遠程巴士企业形象标志

2015年12月17日之前的邁恩遠程巴士第二版的企业形象标志

2016年5月4日之前的邁恩遠程巴士-弗利克斯巴士全新的企业形象标志

邁恩遠程巴士（MeinFernbus）于2014年成立，是一家德国的私有长途大巴公司，总部设在柏林，于2012年至2016年间运营德国及其领国的远程大巴线路。截止2013年6月，邁恩遠程巴士占据了德国大巴市场大约38%的市场份额。2015年，邁恩遠程巴士与弗利克斯巴士合并，合并之初保留两家公司的名字，将合并后的新公司命名为邁恩遠程巴士-弗利克斯巴士（MeinFernbus FlixBus）。不过在2016年， 邁恩遠程巴士-弗利克斯巴士公司决定使用新的名字——弗利克斯德奥瑞有限公司（FlixBus DACH GmbH），其作为弗利克斯巴士有限公司（FlixBus GmbH）的子公司运营大巴线路。 除邁恩遠程巴士-弗利克斯巴士公司也同时被更名为弗利克斯移动有限公司（FlixMobility GmbH）。从此之后，长途大巴业务仅使用弗利克斯巴士的名字来运营，这也是考虑到拓宽欧洲其他国家长途大巴市场之举，因“MeinFernbus”是一个德语单词。于是，"邁恩遠程巴士"之名也不再使用。